# エリック・コマツ
エリック・コマツ（Erik Komatsu, 1987年10月1日 - ）は、アメリカ合衆国カリフォルニア州カマリロ出身の元プロ野球選手（外野手）。
父方の祖母が日本人で、日系3世である。

## 経歴

### プロ入り前
高校時代はデルモン・ヤングとチームメイトだった。卒業後はヴァンガード・ユニバーシティ・オブ・サザン・カリフォルニアへ進学。
2007年にオックスナード大学へ編入。6月にMLBドラフト38巡目（全体1163位）でニューヨーク・ヤンキースから指名されたが拒否し、カリフォルニア州立大学フラトン校へ編入した。
2008年にはベースボール・アメリカの「2008 College All-America Third Team」に指名打者として選出された。

### ブルワーズ傘下時代
2008年、MLBドラフト8巡目（全体248位）でミルウォーキー・ブルワーズから指名され、6月16日に契約。ルーキー級ヘレナ・ブルワーズで68試合に出場し、11本塁打47打点8盗塁、打率.321だった。同年のパイオニアリーグのオールスターに選出された。
2009年はA級ウィスコンシン・ティンバーラッターズで21試合に出場し、1本塁打5打点、打率.242だった。夏期にはルーキー級アリゾナリーグ・ブルワーズで5試合に出場した。
2010年はA+級ブルバード・カウンティ・マナティーズで130試合に出場し、5本塁打63打点28盗塁、打率.323だった。同年のフロリダ・ステートリーグのオールスターに選出された。9月25日にはブルワーズの「2010 Minor League Player of the Year」に選ばれた。
2011年はAA級ハンツビル・スターズで93試合に出場し、6本塁打40打点13盗塁、打率.294だった。

### ナショナルズ傘下時代
2011年7月30日にジェリー・ヘアストン・ジュニアとのトレードでワシントン・ナショナルズへ移籍。AA級ハリスバーグ・セネターズで31試合に出場し、1本塁打8打点8盗塁、打率.234だった。

### カージナルス時代
2011年12月8日のルール・ファイブ・ドラフトでセントルイス・カージナルスから指名され、移籍した。
2012年2月29日にカージナルスと1年契約に合意した。自身初の開幕ロースター入りを果たし、4月6日のブルワーズ戦でメジャーデビュー。9回表にカルロス・ベルトランの代打として出場し、メジャー初安打を記録した。5月1日にDFAとなった。カージナルスでは15試合に出場し、19打数4安打2四球、打率.211だった。

### ツインズ傘下時代
2012年5月4日にウェーバーでミネソタ・ツインズへ移籍。5月8日のロサンゼルス・エンゼルス・オブ・アナハイム戦で4回裏に犠牲フライを放ち、初打点を記録した。5月27日にDFAとなった。ツインズでは15試合に出場し、32打数7安打1打点4四球、打率.219だった。

### ナショナルズ復帰
2012年5月29日、前所属球団のツインズによって5月27日にDFAとなったため、ルール・ファイブ・ドラフトの規定により、古巣・ナショナルズへ復帰した。AAA級シラキュース・チーフスで31試合に出場し、3本塁打14打点2盗塁、打率.269だった。
2013年はスプリングトレーニングで膝を故障し、AA級ハリスバーグで開幕を迎えた。4月23日に復帰し、7試合に出場した。5月にAAA級シラキュースへ昇格し、9試合に出場した。
2014年5月9日に放出された。

### エンゼルス傘下時代
2014年5月12日にロサンゼルス・エンゼルス・オブ・アナハイムとマイナー契約を結んだ。

### ブルワーズ傘下時代
2014年6月27日に、ミルウォーキー・ブルワーズとマイナー契約を結んだ。

### 独立リーグ時代
2015年3月17日に、独立リーグであるアトランティックリーグのロングアイランド・ダックスと契約を結んだ事が発表された。

## 詳細情報

### 年度別打撃成績
| 年 度    | 球 団    | 試 合 | 打 席 | 打 数 | 得 点 | 安 打 | 二 塁 打 | 三 塁 打 | 本 塁 打 | 塁 打 | 打 点 | 盗 塁 | 盗 塁 死 | 犠 打 | 犠 飛 | 四 球 | 敬 遠 | 死 球 | 三 振 | 併 殺 打 | 打 率 | 出 塁 率 | 長 打 率 | O P S |
| -------- | -------- | ----- | ----- | ----- | ----- | ----- | -------- | -------- | -------- | ----- | ----- | ----- | -------- | ----- | ----- | ----- | ----- | ----- | ----- | -------- | ----- | -------- | -------- | ----- |
| 2012     | STL      | 15    | 21    | 19    | 3     | 4     | 0        | 0        | 0        | 4     | 0     | 0     | 0        | 0     | 0     | 2     | 0     | 0     | 2     | 0        | .211  | .286     | .211     | .496  |
| 2012     | MIN      | 15    | 37    | 32    | 2     | 7     | 0        | 0        | 0        | 7     | 1     | 0     | 0        | 0     | 1     | 4     | 0     | 0     | 3     | 2        | .219  | .297     | .219     | .516  |
| '12計    | MIN      | 30    | 58    | 51    | 5     | 11    | 0        | 0        | 0        | 11    | 1     | 0     | 0        | 0     | 1     | 6     | 0     | 0     | 5     | 2        | .216  | .293     | .216     | .509  |
| MLB：1年 | MLB：1年 | 30    | 58    | 51    | 5     | 11    | 0        | 0        | 0        | 11    | 1     | 0     | 0        | 0     | 1     | 6     | 0     | 0     | 5     | 2        | .216  | .293     | .216     | .509  |

### 背番号
- 44（2012年 - 同年途中）
- 25（2012年途中 - 同年終了）